# Augacephalus ezendami
Espèce
Synonymes
- Ceratogyrus ezendami Gallon, 2001

Augacephalus ezendami est une espèce d'araignées mygalomorphes de la famille des Theraphosidae.

## Distribution
Cette espèce est endémique du Mozambique.

## Description
Le mâle holotype mesure 26,2 mm et la femelle paratype 33,6 mm

## Étymologie
Cette espèce est nommée en l'honneur de Thomas Ezendam.

## Publication originale
- Gallon, 2001 : Revision of the Ceratogyrus spp. formerly included in Coelogenium (Araneae: Theraphosidae, Harpactirinae). Mygalomorph, vol. 2, p. 1-20 (texte intégral).